# 香格里拉號航空母艦
香格里拉號航空母艦（USS Shangri-La CV-38）是一艘隸屬於美國海軍的航空母艦，為艾塞克斯級航空母艦的二十號艦，在非官方上亦是長艦體艾塞克斯級的十號艦。她是美軍第一艘以香格里拉為名的軍艦；艦名雖取自小說《消失的地平線》中的理想國度，但實出於紀念杜立德空襲東京一事。事緣美國總統羅斯福在空襲後被問及B-25轟炸機從何起飛時，僅以「香格里拉」一詞作答，避過談及轟炸機由大黃蜂號起飛的軍事機密。
香格里拉號在1943年開始建造。其時大黃蜂號已在數月前的聖克魯斯群島戰役沉沒，使香格里拉號亦有紀念其戰損之意。1944年香格里拉號下水服役，在1945年開始參與太平洋戰爭。戰後香格里拉號在十字路口行動擔任美軍觀測艦，在稍後退役停放。韓戰爆發後，香格里拉號同時進行了SCB-27C及SCB-125現代化改建，並在期間重編為攻擊航母（CVA-38）。改建完成後香格里拉號重返現役，其時韓戰已經停火。接著香格里拉號留在大西洋艦隊服役，並在越戰期間短暫到西太平洋服役。
香格里拉號1971年退役，在1982年除籍，最終在1988年出售到台灣高雄拆解。

## 建造與早年服役
香格里拉號在1943年1月15日於諾福克造船廠開始建造，並在1944年2月24日下水，擲瓶儀式由杜立德夫人約瑟芬主持。9月15日，香格里拉號正式服役，並開始在近岸訓練。11月5日，香格里拉號到切薩皮克灣試航，並為P-51、F7F及B-25三種飛機作降落測試，在18日返抵漢普頓錨地。22日，香格里拉號與服役不久的蘭道夫號一同到加勒比海試航，途經千里達帕里亞灣，並沿途訓練。12月23日香格里拉號返抵諾福克，作最後檢修。
1945年1月17日，香格里拉號搭載第85航空聯隊，與關島號一同離開諾福克，在24日橫渡巴拿馬運河，於2月2日抵達聖地牙哥，並搭載額外的飛機、乘客及軍資。7日香格里拉號前往珍珠港，在13日抵達，並在卸載軍資後開始嚴密訓練。4月10日，香格里拉號前往太平洋戰區，期間12日羅斯福因病去世。20日香格里拉號抵達烏利西環礁，並在次日與艾奧瓦號一同前往會合艦隊。

## 第二次世界大戰

### 沖繩戰役

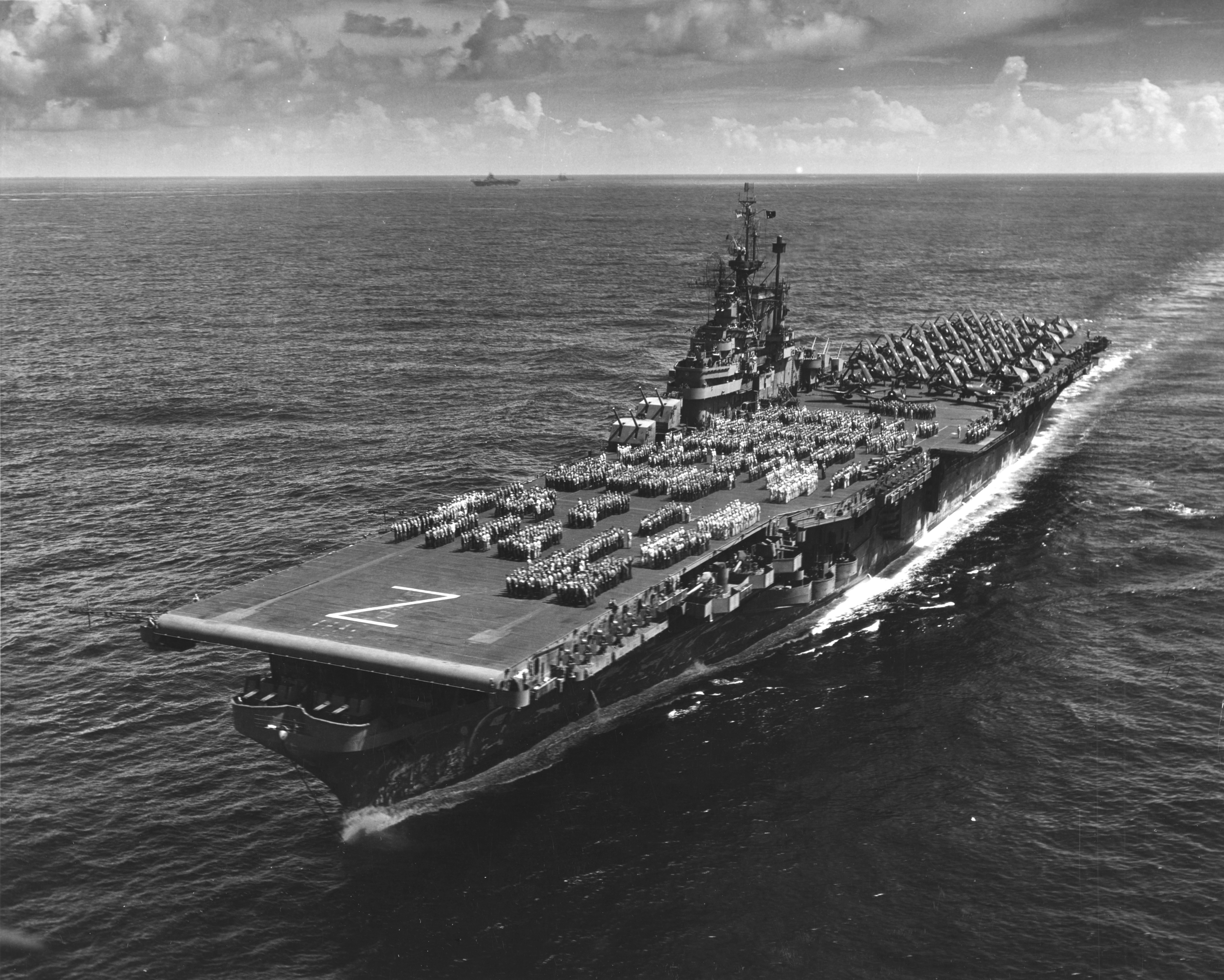
1945年8月17日，香格里拉號正在日本近海巡航。日本在兩日前宣佈無條件投降，而美軍艦隊則繼續在近海警備。此時香格里拉號的前部甲板未有塗上舷號38，而是塗上代表艦上第85航空聯隊的Z英文字母，以作識別。

4月24日，香格里拉號與第58特遣艦隊會合。此時第五艦隊由斯普魯恩斯指揮，而第58特遣艦隊則由密茲契指揮。香格里拉號加入拉德福（Arthur W. Radford）少將指揮的第四分隊，同行艦有旗艦約克鎮號、獨立號及蘭利號。艦隊此時正忙於支援沖繩戰役的美國海軍陸戰隊，香格里拉號隨即加入，派飛機攻擊沖繩各地，為美軍提供密接支援。27日第一分隊撤返烏利西休整，而香格里拉號的第四分隊則與第三分隊繼續執勤。
5月6日，企業號再次與艦隊會合，並加入第三分隊；而美軍與自殺飛機之對抗持續。11日上午，碉堡山號先後被兩架自殺飛機擊中，爆炸大火，造成多人死傷；迫使密茲契將旗艦轉至企業號。12日香格里拉號的第四分隊與碉堡山號一同返回烏利西，在14日抵達。同日企業號再遭自殺飛機重創，要撤返美國修理，使密茲契將艦隊旗艦轉到蘭道夫號。由於第三艦隊即將接替第五艦隊作戰，故密茲契在18日索性將艦隊旗艦轉到休整中的香格里拉號，由麥凱恩指揮。
5月24日，香格里拉號的第四分隊離開烏利西，前往沖繩作戰。不久前提康德羅加號加入第四分隊；而蘭利號則離隊返國維修。27日，香格里拉號等與艦隊會合；28日海爾賽與麥凱恩接替斯普魯恩斯及密茲契，分別指揮美軍艦隊及快速航空母艦，艦隊易名為第三艦隊。29日第三分隊返航雷伊泰休整；而香格里拉號等則開始支援沖繩戰役的美軍。6月2日，第一分隊與第四分隊會合。第一分隊繼續支援沖繩作戰；而第四分隊則派飛機作遠距攻擊，空襲九州機場。
6月4日，颱風康妮（Typhoon Connie）吹襲沖繩東面海域；由於海爾賽起初採用錯誤迴避路徑，再加上麥凱恩未有及時批准第一分隊自由運動，使第一分隊通過風眼，所有航空母艦均有損傷，幸而人命損失不大。而香格里拉號的第四分隊因位處第一分隊以北；再加上康妮直徑細小，故此遭遇的天氣顯然較為溫和，亦能及時避開颱風移動路徑，沒有艦隻受損。稍後兩支分隊繼續支援沖繩戰鬥，在10日起程撤返雷伊泰休整，於13日抵達；而美軍於22日基本佔據了沖繩島。

### 日本投降
7月1日，第三艦隊離港出發，前往空襲日本本土。香格里拉號仍舊留在第四分隊，並擔任艦隊旗艦，同行艦有分隊旗艦約克鎮號、好人理查號、獨立號及科本斯號。8日艦隊在沖繩外海會合，然後於10日空襲東京。攻擊後艦隊前往東北，欲於13日攻擊本州北部及北海道一帶，但因當日天氣惡劣延誤。
7月14日及15日，天氣好轉，艦隊大舉出擊，以轟炸B-29攻擊距離外的目標；相比沖繩作戰，日軍的反抗輕微，只有少量飛機有升空作戰，且均被擊落；艦隊空襲了室蘭市及函館等地，擊沉橘號，並擊傷柳號，且擊沉或擊傷數十艘運輸艦及汽車渡輪，阻止日軍運煤南下；而美軍及英軍戰艦則在同日炮擊沿岸的大型工廠。16日艦隊到外海補油，並與英國航空母艦（編入美軍第37特遣艦隊）會合。17至18日，艦隊再次空襲東京灣。首日天氣欠佳，空襲幾乎無效；次日天氣稍為好轉，艦隊隨即出擊，並集中攻擊長門號；最終長門號為約克鎮號重傷，一度認為已經擊沉。空襲後艦隊前往日本西南，於21日至22日補油。
7月24日、25日及28日，英美航空母艦艦隊前往轟炸瀨戶內海及吳市，集中攻擊日軍殘存軍艦，單在24日艦隊的出擊數便高達1,747架次，並擊沉伊勢號、日向號、榛名號、利根號、天城號、青葉號、大淀號、磐手號及出雲號；擊傷葛城號、龍鳳號、海鷹號及北上號。
7月31日艦隊出海迴避颱風，於8月初在海上補給。此時尼米茲截獲情報，指日軍正於北州以北集結自殺飛機及部隊，欲突破美軍防線，降落到馬里亞納的B-29基地，命艦隊即時前往攻擊；正當艦隊航行之際，小男孩原子彈於8月6日在廣島上空爆炸。8日艦隊北州北部的機場；同日蘇聯正式向日本宣戰。9日美軍在長崎上空投下胖子原子彈；而艦隊則在9日及10日再次空襲本州，摧毀超過251架轟炸機，擊傷另外141架，使日軍最後反擊破滅。11日艦隊到外海補油；此時日本開始考慮投降條款。12日艦隊迴避颱風，再於13日至15日空襲東京。15日中午，裕仁天皇宣佈日本投降，艦隊即時中止當日的第二波空襲，但繼續攔截接近艦隊的日機。
8月27日起，香格里拉號開始派飛機搜索陸上戰俘營，並空投補給。9月2日，日本代表在密蘇里號上簽署和約，但香格里拉號繼續執勤，直到16日才進入東京灣停泊。10月1日，香格里拉號離開東京，前往沖繩稍作停留，在6日啟程返國。21日香格里拉號返抵長灘，並在稍後到布雷默頓普吉灣海軍基地維修，然後將母港改設在聖地牙哥。

## 戰後、十字路口行動及退役

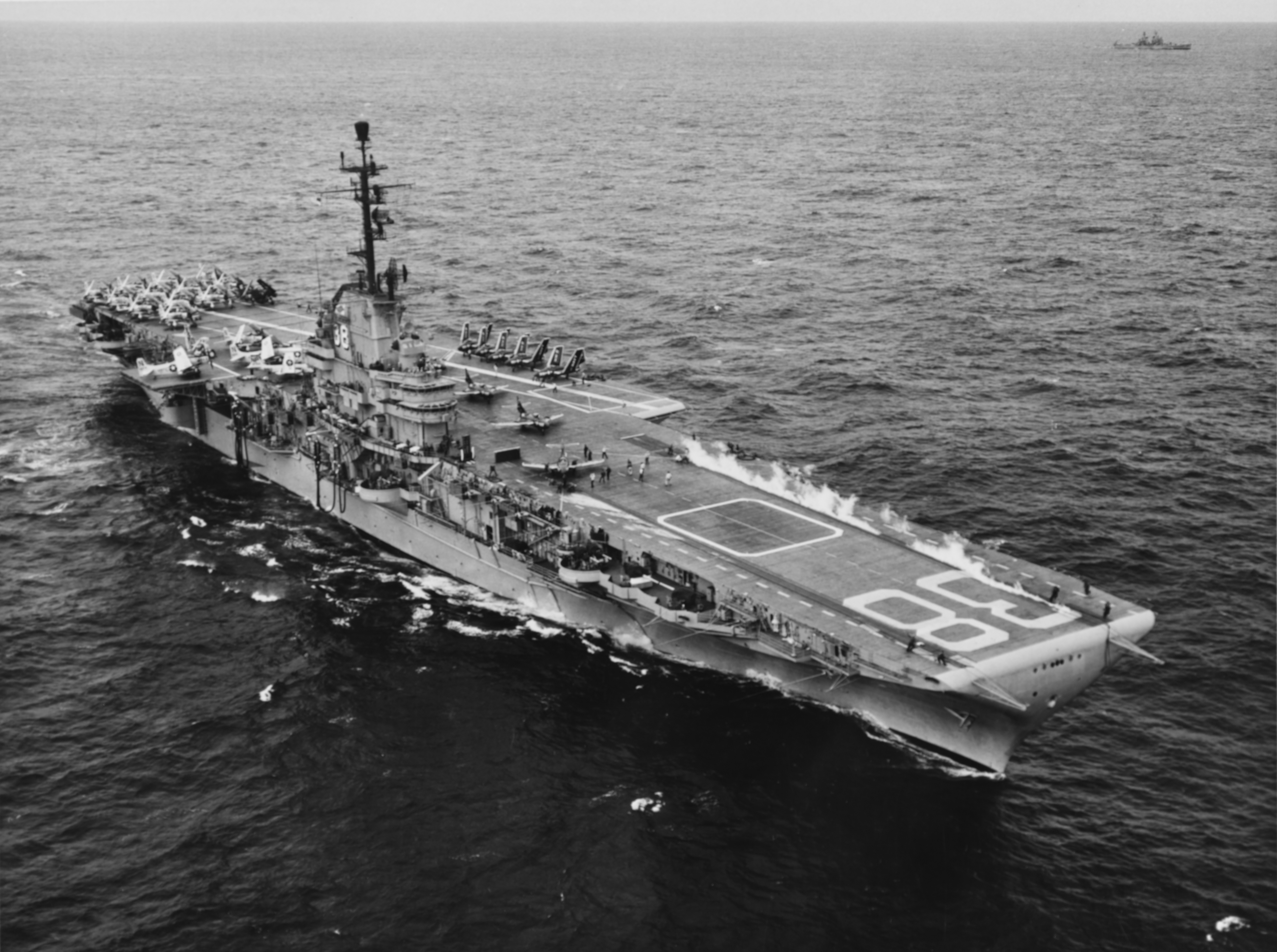
1956年1月，香格里拉號完成所有改建，正前往西太平洋巡航。一架F9F剛從左舷蒸汽彈射器起飛。

1946年2月14日，香格里拉號前往巴拿馬運河，在運河區搭載乘客，然後前往諾福克，在3月1日抵達。18日香格里拉號返航聖地牙哥，在31日抵達。
4月5日，香格里拉號前往珍珠港，在19日返抵聖地牙哥。接著香格里拉號開始為十字路口行動核試作準備，在近岸考核海軍飛行員，同時試用遙控飛行的F6F戰機。5月21日，香格里拉號離開聖地牙哥，途經珍珠港，在6月5日於瓜加林環礁下錨。6日至20日，香格里拉號在近海加緊訓練，為核試作準備。7月1日及25日，比堅尼環礁分別進行兩次核試，香格里拉號派出遙控的F6F戰機，到環礁上空測量輻射。核試後香格里拉號啟程返國，在8月9日返抵聖地牙哥。接著香格里拉號留在近岸訓練，然後到普吉灣船廠維修。
1947年3月3日，香格里拉號離開普吉灣船廠，在7日前往聖地牙哥，於11日抵達，並留在近岸訓練。31日，堅達（Samuel P. Ginder）指揮的第38特遣艦隊離港，有旗艦香格里拉號及安提頓號。4月7日艦隊抵達珍珠港；同在港內休整的尚有即將返國的普林斯頓號及塔拉瓦號。接著香格里拉號與安提頓號留在近岸訓練，直到5月2日才前往南太平洋，於19日到訪悉尼。27日香格里拉號離隊返國，在6月16日返抵聖地牙哥，並預備退役。
1947年11月7日，香格里拉號在三藩市船廠退役，並加入後備艦隊封存。1950年6月25日，韓戰爆發，香格里拉號繼續封存，直到1951年5月10日才重新服役。稍後香格里拉號留在波士頓近海訓練，並在10月1日重編為攻擊航母，舷號改為CVA-38。
此時海軍正為艾塞克斯級作現代化改建；香格里拉號在1952年編入SCB-27C改建之列，並前往西岸普吉灣船廠改建。11月14日，香格里拉號再次退役，並開始改建。不久海軍命香格里拉號順道作SCB-125改建，增設斜角飛行甲板及封閉艦艏。1955年1月10日，香格里拉號完成全部改建，於同日再次服役，並加入太平洋艦隊。

## 太平洋艦隊
改建後香格里拉號留在近岸執勤。1956年1月5日，香格里拉號離開母港聖地牙哥，前往西太平洋巡航，在6月23日返抵美國。同年11月13日，香格里拉號再到西太平洋巡航，於1957年5月20日返抵美國。
1958年3月8日，香格里拉號再到西太平洋巡航。同年8月，解放軍炮轟金門，引發金門炮戰。香格里拉號隨即前往台灣海峽，並與其他第七艦隊軍艦一同戒備。10月危機逐步降溫，香格里拉號在10月29日離開台灣，最後在11月21日返抵聖地牙哥。
1959年3月9日，香格里拉號再次到西太平洋巡航，並途經珍珠港、橫須賀、佐世保及香港等地，於10月3日返抵美國。稍後香格里拉號到普吉灣船廠維修，並預備到大西洋艦隊服役。1960年3月16日，香格里拉號離開聖地牙哥，途經卡亞俄、瓦爾帕萊索、合恩角及里約熱內盧，於4月27日抵達新母港梅港。稍後香格里拉號到加勒比海訓練。

## 大西洋艦隊、反潛航母與越戰

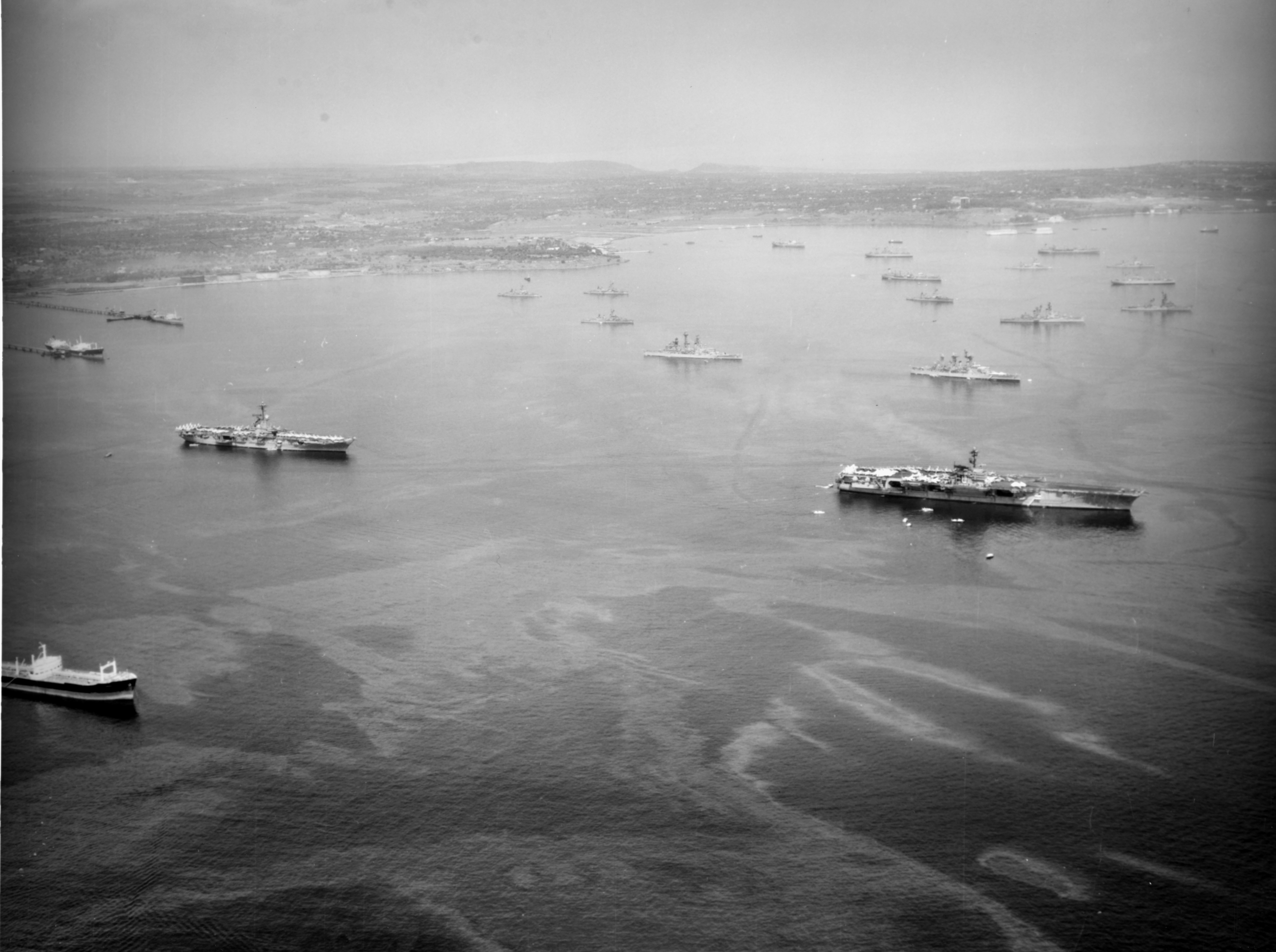
1965年3月17日，美軍艦隊正訪問西西里。相片中有兩艘航空母艦：左方為體型較小的香格里拉號，右方為薩拉托加號。

1960年9月6日，香格里拉號前往北大西洋，與艾塞克斯號、薩拉托加號、英軍的皇家方舟號及競技神號（HMS Hermes, R12 )等北約軍艦，到挪威海及比斯開灣，進行代號刺劍行動（Operation Sword Thrust）的反潛演習。期間香格里拉號曾到訪英國南安普頓，於10月20日返抵海港。其時危地馬拉及尼加拉瓜局勢不穩；香格里拉號在11月14日緊急離港，前往加勒比海警戒，在25日返抵梅港。
1961年2月2日，香格里拉號前往地中海巡航，途經直布羅陀、羅塔島、那不勒斯、康城、伊斯坦堡、羅得島、馬爾他及巴塞羅那等地，於5月15日返抵梅港。其時美國煽動入侵豬灣失敗，與古巴關係惡劣，香格里拉號在6月3日到加勒比海巡航警備，於18日返回梅港。稍後香格里拉號到紐約布魯克林船廠維修。
1962年2月7日，香格里拉號再到地中海巡航，在8月28日返抵梅港，並再進入布魯克林船廠維修。同年10月古巴導彈危機爆發，香格里拉號無緣參與封鎖。
1963年至1969年，香格里拉號五次到大西洋及地中海巡航。1969年6月30日，香格里拉號重編為反潛航母，舷號改為CVS-38。
1970年3月5日，香格里拉號離開梅港，前往西太平洋參與越戰。香格里拉號先在3月14日途經里約熱內盧，於4月5日抵達蘇比克灣。4月12日，香格里拉號開始在越南外海執勤。雖然香格里拉號已改編為反潛航母，但艦上的第八艦載機聯隊（Carrier Air Wing Eight, CVW-8）仍舊搭載攻擊機隊，載有F-8戰鬥機、A-4天鷹式攻擊機及E-1預警機。故此香格里拉號未有進行反潛追蹤，而是派飛機到陸上作攻擊作務。

此時美國正推行越南化政策，逐步撤走美軍；香格里拉號主要派飛機到老撾及柬埔寨，執行鋼虎行動（Operation Steel Tiger），攻擊胡志明小道一帶地區，以阻止北越軍隊向南滲透。6月，香格里拉號的右舷升降台繫索老化鬆脫，使升降台無法運作，更幾乎跌入大海。21日香格里拉號進入峴港停泊，在更換繫索後回到外海執勤。這也是越戰期間美軍航空母艦僅有一次進入南越港口停泊。香格里拉號斷續執勤到11月5日，然後離開越南，在蘇比克灣稍作休整，再前往南太平洋。18日香格里拉號到訪悉尼，又於22日到訪紐西蘭威靈頓，然後啟程返國。12月6日，香格里拉號途經里約熱內盧，於17日返抵梅港。由於艦體已經老舊，海軍命香格里拉號預備退役。

## 結局與榮譽
1971年7月30日，香格里拉號在波士頓海軍船廠退役，並開始在後備艦隊封存。1982年7月15日，香格里拉號從海軍名冊上除籍，但要到1988年8月9日才被海軍出售，由拖船拖往台灣高雄大仁宮拆解，標有船名" Shangri-La "的船殼被當時廠商保留下來，目前放置於高雄小港區"龍慶鋼鐵廠"大門入口左側；另外艦鐘目前放置在苗栗縣銅鑼鄉的哈比丘茶樹森林。
香格里拉號在獲頒一次海軍部隊嘉許獎；在二戰獲得兩枚戰鬥之星；在越戰則獲得三枚。